# Генералізований тривожний розлад
Генералізований тривожний розлад (англ. generalized anxiety disorder, GAD) — психічний розлад, різновид неврозу, що характеризується загальною стійкою тривогою, не пов'язаною з певними об'єктами або ситуаціями. Часто супроводжується скаргами на постійну нервозність, тремтіння, м'язова напругу, пітливість, серцебиття, запаморочення і дискомфорт у ділянці сонячного сплетіння. Нерідко присутній страх хвороби або нещасного випадку, що поширюється на себе і/або близьких, непереносність «невідомості», а також інші різноманітні хвилювання, погані передчуття. У багатьох випадках пов'язаний з хронічним середовищним стресом. Є тенденції до хвилеподібного перебігу розладу і хроніфікації.

Мигдалеподібні (виділені червоним) мозкові структури, пов'язані з тривожними розладами

## Діагноз
У 9-му перегляді Міжнародного класифікатора хвороб (МКХ) генералізованому тривожному розладу відповідає більш загальний діагноз — тривожний невроз. Згідно із МКХ-10, для діагнозу у хворих мають бути первинні прояви тривоги за період принаймні кілька тижнів поспіль, а зазвичай кілька місяців. Ці ознаки зазвичай охоплюють:
- побоювання (турбота про майбутні невдачі, відчуття хвилювання, труднощі у зосередженні тощо);
- моторну напругу (метушливість, головні болі напруги, тремтіння, неможливість розслабитися);
- вегетативну гіперактивність (пітливість, тахікардія або тахіпное, дискомфорт у ділянці сонячного сплетіння, запаморочення, сухість у роті тощо).

У дітей можуть бути вираженими потреба бути заспокоєними і рецидивні соматичні скарги.
Поява інших симптомів на кілька днів (особливо депресії) не виключає генералізованого тривожного розладу як основного діагнозу, але в цьому випадку симптоми не повинні відповідати повним критеріям депресивного епізоду, фобійного тривожного розладу, панічного розладу, обсесивно-компульсивного розладу.
Перед встановленням цього діагнозу необхідно попередньо усунути неврастенію.
У декого з пацієнтів з тривожними розладами причиною може бути тиреотоксикоз, тому для диференціальної діагностики бажано визначити рівень гормонів щитоподібної залози (Т3 і Т4) в крові:276. Стан, що нагадує генералізований тривожний розлад, може спостерігатися також при ішемічній хворобі серця, під час інтоксикації деякими лікарськими засобами або, навпаки, швидкому їх скасуванні:398.

## Фактори ризику
На думку вчених причинами виникнення генералізованого тривожного розладу може бути як генетична спадковість, так і фактори зовнішнього середовища — соціум, виховання, модель поведінки батьків, та ін. Проте серед цих чинників можна виокремити загальні причини:
- сором'язливий характер, або загальмована поведінка в дитинстві;
- наявність негативних стресових ситуацій та подій;
- в анамнезі у батьків чи родичів є генералізований тривожний розлад;
- якщо людина має певні захворювання, такі як дисфункція щитоподібної залози, або порушення серцевого ритму,
- симптоми тривоги також може посилювати вживання кофеїну, наркотичних речовин та деяких ліків.[7]

## Лікування
Під час нетяжкого генералізованого тривожного розладу, користь може принести навчання релаксації, регулярне застосування якої настільки ж ефективно, як приймання анксіолітиків (протитривожних препаратів), проте багатьом хворим не вдається застосовувати її постійно. Заохочує мотивацію навчання релаксації в групі, а декому релаксація вдається краще, якщо вона є частиною вправ йоги:137. Зазначається ефективність при тривожному розладі таких вправ, як абдомінальне дихання, прогресивна м'язова релаксація, прикладна релаксація, наголошується також користь різних модифікацій аутотренінгу.
Хворим, які страждають на гіпервентиляцію, можна допомогти двома способами. Негайна допомога — запропонувати знову вдихнути із пластикового мішка видихнуте повітря, щоб збільшити концентрацію діоксиду вуглецю в альвеолярному повітрі. Це дозволяє також ефективно продемонструвати взаємозв'язок між симптомами тривожного розладу і гіпервентиляцією. Після того, як такий взаємозв'язок стає досить очевидним, хворі можуть практикувати контрольоване дихання — спочатку під наглядом, а потім і вдома:137.

### Психотерапія
У багатьох випадках при генералізованому тривожному розладі не потрібно призначати медикаменти — достатньо заходів психотерапії: бесіди з лікарем, в якій дається чітке пояснення будь-яких соматичних симптомів, пов'язаних з тривогою: наприклад, слід пояснити, що прискорене серцебиття — результат перебільшеної, порівняно з нормальною, реакції на стресові події, а не ознака серцевого захворювання. Необхідно допомогти хворим впоратися або змиритися з будь-якою соціальною проблемою, що стосується їх розладу. Вже сама наявність чіткого плану лікування дозволяє знизити тривогу.

#### Поведінкова терапія
Поведінкова терапія — це терапевтичне втручання, яке ґрунтується на концепції, згідно з якою тривога засвоюється за допомогою класичного обумовлення (наприклад, з огляду на один або більше негативних переживань) і підтримується за допомогою оперантного обумовлення (наприклад, виявляється, що, уникаючи досвіду страху, людина уникає тривоги). Таким чином, поведінкова терапія дозволяє індивідууму заново навчитися умовним реакціям (поведінці) і, таким чином, кинути виклик поведінці, яка стала умовною реакцією на страх і тривогу, і яка раніше викликала подальшу дезадаптивну поведінку.

#### Когнітивна терапія
Когнітивна терапія (КТ) базується на ідеї, що тривога є результатом дезадаптивних переконань і методів мислення. Таким чином, КТ включає допомогу людям у визначенні більш раціональних способів мислення та заміні неадаптивних моделей мислення (тобто когнітивних спотворень) більш здоровими моделями мислення (наприклад, заміна когнітивних спотворень катастрофічної форми на більш продуктивну модель мислення). Учасники КТ вчаться визначати об'єктивні докази, перевіряти гіпотези та, зрештою, визначати неадаптивні моделі мислення, щоб ці моделі можна було оскаржити та замінити.
Може застосовуватися біологічний зворотний зв'язок.
Оскільки прояви тривожного розладу часто бувають стійкими в силу того, що викликають у хворих неспокій, у таких випадках зазвичай ефективне поєднання навчання релаксації із прийомами когнітивної терапії. Когнітивно-поведінкова терапія є найбільш випробуваним методом серед різних методик психотерапії, що використовуються для лікування тривожних розладів, і одним із найбільш ефективних методів, що перешкоджають виникненню рецидивів тривожної симптоматики.
Ефективна і техніка систематичної десенсибілізації, коли пацієнти створюють живі уявні образи страшних ситуацій, пов'язані з найбільш тривожними для них думками, намагаючись уявити найгірший варіант подій, і утримують ці образи перед уявним поглядом як мінімум 25-30 хвилин, а потім намагаються представити якомога більше альтернатив лякаючому варіанту розвитку ситуації. При регулярному використанні цієї техніки рівень тривоги поступово знижується.
Результати довготривалих спостережень свідчать про помітне зниження споживання транквілізаторів пацієнтами, які раніше їх приймали, в період проспективного спостереження після психотерапевтичного втручання.

### Медикаментозна терапія
Призначати ліки при генералізованому тривожному розладі слід вибірково. Вони можуть застосовуватися, зокрема, для того, щоб швидко взяти під контроль симптоми, поки не проявиться ефект менш швидкодіючих заходів. Ліки також можуть знадобитися невеликій частини хворих, стан яких не поліпшився після застосування інших засобів лікування. Існує тенденція занадто часто і занадто надовго призначати ліки при тривожному розладі, якої слід уникати.

#### Бензодіазепіни
Медикаментозну терапію часто починають із призначення транквілізаторів бензодіазепінового ряду. В амбулаторних умовах використовують гідазепам, тофізопам (грандаксин), в умовах стаціонару — феназепам, діазепам (сибазон), алпразолам, лоразепам та інші. Бензодіазепіни не слід призначати на термін більше кількох тижнів внаслідок ризику розвитку залежності. У практичній діяльності призначаються терміном 2-4 тижні на розсуд лікаря і далі переходять до лікування засобами першої лінії антидепресантами[джерело?].
Генералізований тривожний розлад має тенденцію до хронічного перебігу і, як правило, вимагає тривалої терапії. Хоча при короткостроковому лікуванні ефективність бензодіазепінів становить 65-75 % (і їхня терапевтична дія проявляється вже в перший тиждень лікування), при тривалому лікуванні бензодіазепіни малоефективні. Це пов'язано як з виснаженням протитривожної дії, так і з тим, що бензодіазепіни не знімають депресивну симптоматику.
Скасування бензодіазепінів може становити серйозну проблему, що ускладнить перебіг розладу. Хворі зазвичай добре переносять повільне зниження дозування (приблизно на 25 % на тиждень). Слід обирати такий темп зниження дози, який дозволив би уникнути посилення тривоги або синдрому відміни.

#### Антидепресанти
Терапія антидепресантами цього тривожного розладу є ефективною та безпечною, в основному застосовують пароксетин, сертралін, есциталопрам, венлафаксин, дулоксетин, флуоксетин, додатково можуть використовувати тразодон, мелітор (агомелатин), рідше трициклічні антидепресанти іміпрамін[джерело?].

#### Протиепілептичні засоби
Прегабалін згідно останніх клінічних протоколів і досліджень рекомендується, як засіб комбінованої або монотерапії при даному розладі[джерело?].

#### Анксіолітики
При недостатньому ефекті антидепресантів рекомендують додати протитривожні препарати: буспірон, гідроксизин, атиповий нейролептик кветіапін[джерело?].

#### Снодійні
При незначних порушеннях сну доксиламін, при тяжчих порушеннях — залеплон або зопіклон[джерело?].

### Немедикаментозна терапія
В рамках дослідження 2022 рокупро вплив повторюваної транскраніальної магнітної стимуляції при генералізованому тривожному розладі пацієнти з ГСР проходили лікування низькочастотною транскраніальною магнітною стимуляцією, націленою на праву дорсолатеральну префронтальну кору (DLPFC), протягом 10 днів.
В результаті у всіх 11 пацієнтів, які брали участь у дослідженні, спостерігалося покращення симптомів ГТР. У них також значно знизилися показники за шкалою Гамільтона для оцінки тривоги (HAMA) та шкалою Гамільтона для оцінки депресії (HAMD).
Ще одне дослідження, мета-аналіз 2019 року, присвячене транскраніальній магнітній стимуляції при тривожних і травматичних розладах, показало, що ТМС може бути ефективним методом лікування як ГТР, так і посттравматичного стресового розладу (ПТСР). Це лише дві опубліковані роботи з великої кількості досліджень, які підтверджують переваги ТМС для лікування ГТР.